# Бензилбензоат
Бензилбензоат — инсектицидный, акарицидный препарат против чесоточных клещей и других эктопаразитозов (педикулёза). Также используется в ветеринарии (для кошачьих предположительно токсичен), и как инсекторепеллент, в том числе от комаров. Содержится в цветках некоторых растений, входит в состав «Бальзама Перу» и «Бальзама Толу».
Бензилбензоат входит в перечень жизненно необходимых и важнейших лекарственных препаратов России и ВОЗ.

## Фармакологические свойства
Препарат обладает акарицидным действием относительно различных видов клещей, включая чесоточные (Acarus scabiei), проявляет противопедикулезную активность. Под действием препарата гибель чесоточных клещей наступает через 7—32 минут, вшей — через 2—5 часов. Не действует на яйца обоих видов паразитов, поэтому требует периодической обработки. При нанесении на кожу препарат проникает в верхние слои эпидермиса. Практически не имеет резорбтивного действия.

## Показания
Чесотка, педикулез, красные угри[уточнить], демодекоз, отрубевидный лишай, жирная себорея, акне.

## Противопоказания
Индивидуальная непереносимость препарата, беременность, кормление грудью, повреждения кожных покровов, в т.ч. гнойничковые заболевания кожи.
Противопоказания по возрасту. Препарат противопоказан для детей грудного возраста. Для детей его использование допускается только по рекомендации врача. Многие специалисты рекомендуют полностью отказаться от использования препарата для лечения детей до 3 лет. Такие ограничения обусловлены возможностью развития синдрома одышки с летальным исходом (гаспинг-синдром) у недоношенных детей. Причиной была интоксикация бензиловым спиртом, который использовался в качестве бактериостатика или консерванта при инъекциях.
Предостережения при применении. Лечение педикулеза проводят под наблюдением медперсонала. Следует избегать попадания препарата в глаза и на слизистые оболочки. По окончании курса лечения необходим врачебный контроль в течение 14 дней.
Обработка больных в одном очаге, а также контактных лиц, должна проводиться одновременно. Экземы и пиодермии следует лечить одновременно с чесоткой, педикулезом. Всё бельё, которое соприкасалось с пораженной кожей, должно подвергаться тщательной обработке.
Взаимодействие с лекарственными средствами. Не выявлено.

## Способ применения и дозы
20 % крем или мазь бензилбензоата применяют наружно местно. При лечении чесотки и отрубевидного лишая перед применением препарата необходимо принять душ. Выдавливая крем из тубы, его втирают в кожу. Лучше всего проводить обработку на ночь, перед сном. При чесотке вначале обрабатывают кожу левой и правой рук, туловища (за исключением кожи лица и волосистой части головы), а затем кожу ног, подошв и пальцев ног. Детям крем наносят на весь кожный покров в той же последовательности. После обработки руки не следует мыть, в случае мытья рук, кожу рук обрабатывают повторно. После окончания обработки больные надевают чистое белье, производят смену постельных принадлежностей. Обработку проводят двукратно, в первый и четвертый день лечения. После окончания курса лечения на пятый день больной принимает душ и производит смену нательного и постельного белья.
При лечении красных угрей и демодекоза крем бензилбензоата 20 % слегка втирают в кожу лица 3—5 раз в сутки, предохраняя глаза от попадания препарата.
Продолжительность курса лечения определяется динамикой очищения кожных покровов, купированием воспалительного процесса, прекращением зуда.
При лечении жирной себореи препарат наносят тонким слоем на волосистую часть головы на 30—40 мин, после чего голову моют. Процедуру проводят 2—3 раза в неделю.
При лечении педикулеза препарат наносят, слегка втирая, на кожу волосистой части головы и волосы, голову повязывают косынкой. Через 30 мин препарат смывают проточной водой и волосы ополаскивают теплым 5 % раствором уксуса. После описанной процедуры волосы моют с мылом и шампунем и расчесывают частым гребнем для удаления гнид. При лобковом педикулезе крем втирают в кожу лобка, живота, паховых складок и внутренних поверхностей бедер.
Эффективность обработки определяют через сутки, и при необходимости процедуру повторяют.

## Передозировка
Препарат действует местно и не обладает резорбтивным эффектом.

## Побочные эффекты
При втирании препарата в кожу может возникнуть ощущение жжения или зуд, покраснение или сухость участка кожи, который обрабатывается препаратом.
Появление этих симптомов не является основанием для прекращения курса лечения.

## Ссылка
- Бензилбензоат (Benzylbenzoate) - Энциклопедия лекарств и товаров аптечного ассортимента. РЛС Патент. — Инструкция, применение и формула. Архивная копия от 29 мая 2018 на Wayback Machine
- Бензилбензоат (Benzyl benzoate) - Энциклопедия лекарств и товаров аптечного ассортимента. РЛС Патент. — Действующее вещество. Архивная копия от 29 мая 2018 на Wayback Machine